# Asnières-sur-Blour
Asnières-sur-Blour ist eine westfranzösische Gemeinde mit 189 Einwohnern (Stand: 1. Januar 2022) im Département Vienne in der Region Nouvelle-Aquitaine. Die Gemeinde gehört zum Arrondissement Montmorillon und zum Kanton Lussac-les-Châteaux.

## Lage
Asnières-sur-Blour liegt etwa 65 Kilometer südöstlich von Poitiers. Umgeben wird Asnières-sur-Blour von den Nachbargemeinden Luchapt im Norden, Val-d’Oire-et-Gartempe mit Saint-Barbant im Nordosten, Saint-Martial-sur-Isop im Osten, Gajoubert im Südosten, Oradour-Fanais im Süden, Abzac im Südwesten, Availles-Limouzine im Westen sowie Millac im Nordwesten.

## Bevölkerungsentwicklung
| Jahr                      | 1962 | 1968 | 1975 | 1982 | 1990 | 1999 | 2006 | 2013 |
| Einwohner                 | 464  | 388  | 329  | 304  | 225  | 191  | 202  | 175  |
| Quelle: Cassini und INSEE |      |      |      |      |      |      |      |      |